# 황금사자타마린
황금사자타마린 (Leontopithecus rosalia)는 비단원숭이과에 속하는 작은 신세계원숭이의 일종이다. 황금마모셋으로도 알려져 있다. 브라질의 대서양 해안 숲이 원 서식지이며, 황금사자타마린은 멸종위기종의 하나로 야생에서의 개체수가 약 1,000여 마리 이상 있는 것으로 추산되고 있다.